# Ботліх
Ботліх — село (аул), адміністративний центр і найбільший населений пункт Ботліхського району, Дагестан, Росія.

## Історія
У 1999 році в Ботліхський район відбулося вторгнення бойовиків, що послужило початком Другої чеченської війни.

## Військовий гарнізон
У Ботліху розміщувався гарнізон гірськострілецької бригади, військове містечко якого було побудований в 2007 році за особистим указом В. В. Путіна за 14 млрд руб. У 2011 році гарнізон за наказом Генштабу переїхав до Майкопу.
У Ботліху дислокувалися:
- 33-тя окрема мотострілецька бригада
- 136-та окрема мотострілецька бригада

## Географія
Село розташоване на заході Дагестану, за 151 км на північний захід від Махачкали, в ущелині Андійського Койсу (складова Сулака). Дорога, що проходить через перевал харами (2177 м), веде в Чечню (Ведено).

## Населення
Населення — 12 159 жителів (2010 рік). Моноетнічне аварське село (субетнічна група аварців — ботліхці).

## Господарство
Основним заняттям жителів Ботліху історично було садівництво з штучним зрошенням: вирощуються абрикоси, персики, сливи, груші, яблука, волоський горіх.
Скотарство, на відміну від інших сіл регіону, грало для Ботліху допоміжну роль.